# Outeiro Seco
Outeiro Seco es una freguesia portuguesa del concelho de Chaves, en el distrito de Vila Real, con 17,72 km² de superficie y 938 habitantes (2011). Su densidad de población es de 52,9 hab/km².
Outeiro Seco se sitúa a 8 km al norte de Chaves, limitando con el término de la ciudad. En su patrimonio histórico-artístico destaca sobre todo la iglesia de N.ª Sra. da Azinheira (N.ª Sra. de la Encina), construida en estilo románico ya en los siglos XIII-XIV. Cabe señalar también varias capillas, las ruinas de la casa solariega de los Montalvões, el castro de Santa Ana y la llamada Mesa de Piedra, sede que fue de un antiguo tribunal popular.

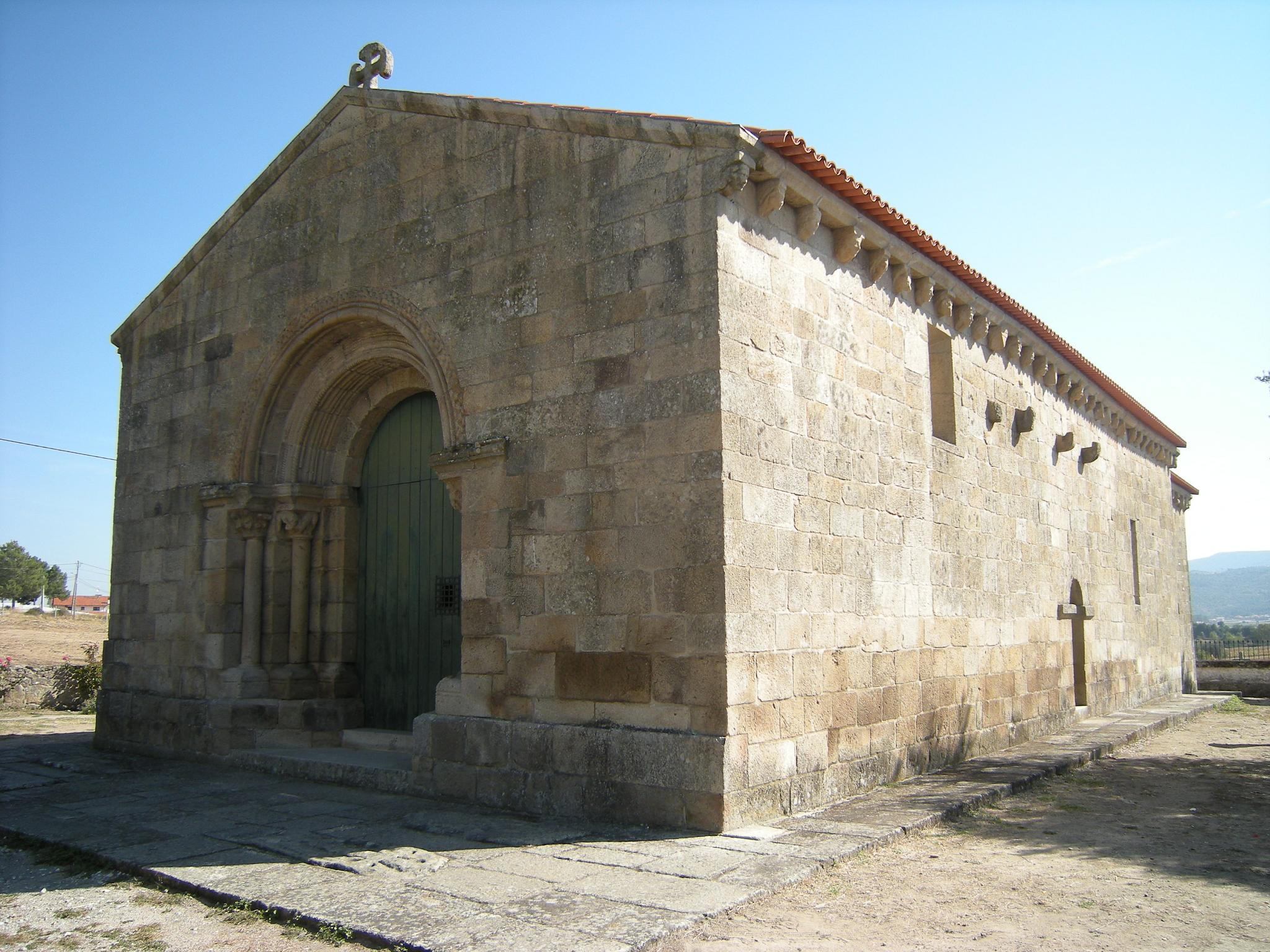
Iglesia de N.ª Sra. da Azinheira